# Georg af Trolle
Georg af Trolle (i riksdagen kallad af Trolle i Karlskrona), född 17 december 1834 i Karlskrona, Blekinge län, död 28 juni 1893 i Karlskrona, Blekinge län, var en svensk sjömilitär i femte generationen, riksdagsledamot och tecknare.

## Biografi
Georg af Trolle föddes 1834 i Karlskrona till kaptenlöjtnanten August Edvard af Trolle och Christina Dorotea Lindvall. af Trolle blev 1852 kadett vid Krigsakademien på Carlberg, utexaminerades 1855 och blev sekundlöjtnant samma år.
af Trolle var informationsofficer vid artilleriskolan i Karlskrona fram till 1863 och sedan lärare i sjövetenskap vid Krigsakademien på Carlberg fram till 1866. Han beordrades 1866 till Norge och Danmark för att där studera sjöofficersutbildningen och utarbetade 1866 på officiellt uppdrag förslag och reglementen till sjökrigsskola i Stockholm. Han fungerade som kapten vid flottan samma år, och som kadettofficer och lärare vid den nyupprättade Sjökrigsskolan 1867-73. 
Han var militärattaché vid beskickningen i London 1873-75 och utsågs till statsrevisor 1876. Därefter representerade han Karlskrona i riksdagens andra kammare 1882-84 samt var kommendörkapten 1882. 1886 befordrades han till kommendörkapten av 1 klassen. af Trolle jobbade ända fram till sitt avsked 1892 och avled 1893 i Karlskrona.
Vid sidan av sin militära karriär var han verksam som tecknare och utförde miljöskildringar samt karikatyrer från sjömanslivet ombord på flottans fartyg. Några av hans teckningar från af Chapman återutgavs i boken Svenska flottans historia 1945.